# Testrup Højskole
Testrup Højskole er en dansk grundtvigsk folkehøjskole grundlagt i 1866 af Jens Nørregaard (1838-1913). Sammen med en række engagerede medarbejdere som Christoffer Baagø gjorde han Testrup Højskole til en succes. Testrup Højskole ligger i Testrup ved Mårslet ca. 13 km syd for Aarhus.
I 1913 overtog forstander Kristian Taarup ledelsen af skolen, og i 1927 blev skolen købt af Dansk Sygeplejeråd og drevet som sygeplejehøjskole i 40 år – de første 20 år under forstanderinde Maren Grosen og de sidste 20 under Ingrid Kaae. Skolen var den første og kendteste af en række sygeplejehøjskoler rundt om i landet. Da sygeplejerskeuddannelsen blev omlagt, blev skolen igen en almen folkehøjskole i den grundtvigske tradition.
1986-2017 var Jørgen Carlsen forstander: Skolen er i dag en af de toneangivende grundtvigianske højskoler. I 2015 blev Simon Axø viceforstander, og han blev forstander i 2017.
Testrup Højskole udbyder foruden en række korte vinter- og sommerkurser et forårskursus på 21 uger og et efterårskursus på 19 uger for ca. 120 elever. På disse kurser tilbydes seks linjefag:
- Musik
- Teater
- Filosofi
- Kunst
- Skrivelinje
- Keramik

Af faciliteter kan nævnes teatersal, sauna og musikhus med bordtennis og bordfodbold.
Testrup Højskole har en aktiv elevforening, der blandt andet udgiver højskolens årsskrift og arrangerer både sommerkurset Auguku i august samt en forårs- og en efterårsweekend.

## Husgrupper
Højskolens elever er inddelt i otte husgrupper:
- Rolighed
- Borgen
- Mindebo
- Glædens hjem
- Sorgenfri
- Nørregård
- Folkehjem
- Tusindfryd